# イエスタ・サンダール
イエスタ・サンダール（Gösta Sandahl）は、スウェーデン出身のフィギュアスケート選手。

## 経歴
- 1912年ヨーロッパフィギュアスケート選手権 優勝。
- 1914年世界フィギュアスケート選手権 優勝。
- 1923年世界フィギュアスケート選手権 3位。

## 主な戦績
| 大会/年    | 1911-12 | 1912-13 | 1913-14 | 1922-23 |
| ---------- | ------- | ------- | ------- | ------- |
| 世界選手権 |         |         | 1       | 3       |
| 欧州選手権 | 1       |         |         |         |